# Crosslauf-Europameisterschaften 2002
Die 9. Crosslauf-Europameisterschaften der EAA fanden am 8. Dezember 2002 in Medulin (Kroatien) statt.
Der Kurs bestand aus einer 1220 m langen Schleife; der Abstand zwischen Start und Ziel betrug 70 m. Die Männer bewältigten acht Runden (9,83 km), die Frauen und Junioren fünf Runden (6,17 km) und die Juniorinnen drei Runden (3,73 km).

## Ergebnisse

### Männer

#### Einzelwertung
| Platz | Athlet                 | Land | Zeit (min) |
| ----- | ---------------------- | ---- | ---------- |
| 1     | Serhij Lebid           | UKR  | 28:58      |
| 2     | Mustapha Essaïd        | FRA  | 29:03      |
| 3     | Fabián Roncero         | ESP  | 29:03      |
| 4     | Eduardo Henriques      | POR  | 29:05      |
| 5     | Hélder Ornelas         | POR  | 29:08      |
| 6     | Juan Carlos de la Ossa | ESP  | 29:10      |
| 7     | Enrique Molina         | ESP  | 29:12      |
| 8     | Alistair Ian Cragg     | IRL  | 29:13      |

Von 87 gemeldeten Athleten gingen 86 an den Start und erreichten 83 das Ziel.
Teilnehmer aus deutschsprachigen Ländern:
- 10: Günther Weidlinger (AUT), 29:21
- 27: Philipp Bandi (SUI), 29:50
- 45: Jens Borrmann (GER), 30:33
- 51: Oliver Mintzlaff (GER), 30:40
- 52: Stefan Gerber (SUI), 30:41
- 57: Peter Wundsam (AUT), 30:54
- 60: Carsten Schütz (GER), 31:00
- 61: Dominik Burkhardt (GER), 31:06
- 68: Ulf Wendler (GER), 31:32
- 72: Harald Steindorfer (AUT), 31:44
- 73: Christian Pflügl (AUT), 31:46

#### Teamwertung
| Platz | Land und Athleten                                                                 | Gesamtpunktzahl und Einzelplatzierung |
| ----- | --------------------------------------------------------------------------------- | ------------------------------------- |
| 1     | Spanien Fabián Roncero Juan Carlos de la Ossa Enrique Molina José Manuel Martínez | 31 03 06 07 15                        |
| 2     | Frankreich Mustapha Essaïd Loïc Letellier Mickaël Thomas El Hassan Lahssini       | 43 02 12 13 16                        |
| 3     | Portugal Eduardo Henriques Hélder Ornelas Paulo Guerra José Ramos                 | 57 04 05 20 28                        |

Insgesamt wurden 13 Teams gewertet. Die österreichische Mannschaft kam mit 212 Punkten auf den zehnten, die deutsche Mannschaft mit 217 Punkten auf den elften Platz.

### Frauen

#### Einzelwertung
| Platz | Athletin          | Land | Zeit (min) |
| ----- | ----------------- | ---- | ---------- |
| 1     | Helena Javornik   | SLO  | 20:16      |
| 2     | Galina Bogomolowa | RUS  | 20:18      |
| 3     | Elvan Abeylegesse | TUR  | 20:19      |
| 4     | Anikó Kálovics    | HUN  | 20:21      |
| 5     | Hayley Tullett    | GBR  | 20:25      |
| 6     | Sonja Stolić      | YUG  | 20:27      |
| 7     | Hafida Gadi       | FRA  | 20:28      |
| 8     | Simona Staicu     | HUN  | 20:28      |

Von 78 gemeldeten Athletinnen gingen 77 an den Start und erreichten 74 das Ziel.
Teilnehmerinnen aus deutschsprachigen Ländern und Regionen:
- 9: Anita Weyermann (SUI), 20:30
- 42: Silvia Weissteiner (ITA), 21:35
- 60: Claudia Oberlin (SUI), 22:13
- DNF: Susanne Ritter (GER)

#### Teamwertung
| Platz | Land und Athletinnen                                                           | Gesamtpunktzahl und Einzelplatzierung |
| ----- | ------------------------------------------------------------------------------ | ------------------------------------- |
| 1     | Russland Galina Bogomolowa Anastassija Subowa Lilija Wolkowa Olga Romanowa     | 48 02 10 17 19                        |
| 2     | Portugal Inês Monteiro Analídia Torre Analía Rosa Jéssica Augusto              | 54 11 12 15 16                        |
| 3     | Vereinigtes Königreich Hayley Tullett Hayley Yelling Liz Yelling Sharon Morris | 80 05 14 20 41                        |

Insgesamt wurden zwölf Teams gewertet.

### Junioren

#### Einzelwertung
| Platz | Athlet          | Land | Zeit (min) |
| ----- | --------------- | ---- | ---------- |
| 1     | Jewgeni Rybakow | RUS  | 18:16      |
| 2     | Anatoli Rybakow | RUS  | 18:17      |
| 3     | Halil Akkaş     | TUR  | 18:23      |

Von 95 gemeldeten Athleten gingen 94 an den Start und erreichten 92 das Ziel.
Teilnehmer aus deutschsprachigen Ländern:
- 29: Sascha Bierbaumer (AUT), 19:23
- 44: Christoph Lohse (GER), 19:40
- 48: Robert Patzschke (GER), 19:43
- 52: Reto Dietiker (SUI), 19:48
- 57: André Pollmächer (GER), 19:56
- 59: Erkan Kara (GER), 19:57
- 63: Stephan Eberhardt (GER), 20:04
- 67: Andreas Felix (SUI), 20:16
- 69: Christian Seiler (GER), 20:19
- 71: Stéphane Joly (SUI), 20:23
- 82: Peter Rabensteiner (AUT), 20:54
- 85: Lukas Pallitsch (AUT), 21:06
- 87: Daniel Schüpbach (SUI), 21:11
- 92: Daniel Spitzl (AUT), 24:35
- DNS: Reinhard Schuh (AUT)

#### Teamwertung
| Platz | Land und Athleten                                                               | Gesamtpunktzahl und Einzelplatzierung |
| ----- | ------------------------------------------------------------------------------- | ------------------------------------- |
| 1     | Russland Jewgeni Rybakow Anatoli Rybakow Wladimir Ponomarjow Akmal Ischow       | 37 01 02 07 27                        |
| 2     | Frankreich Abdelkader Mahmoudi Ian De-Bondt Mounir Yemmouni Abdelaali Elbadaoui | 57 06 08 11 32                        |
| 3     | Italien Stefano Scaini Stefano Cugusi Dereje Rabattoni Francesco Bona           | 92 05 23 28 36                        |

Insgesamt wurden 18 Teams gewertet. Die deutsche Mannschaft belegte mit 208 Punkten den zwölften Platz, die Schweizer Mannschaft mit 277 Punkten den 15. Platz und die österreichische Mannschaft mit 288 Punkten den 16. Platz.

### Juniorinnen

#### Einzelwertung
| Platz | Athletin        | Land | Zeit (min) |
| ----- | --------------- | ---- | ---------- |
| 1     | Charlotte Dale  | GBR  | 12:26      |
| 2     | Elina Lindgren  | FIN  | 12:27      |
| 3     | Galina Jegorowa | RUS  | 12:28      |

Von 93 gemeldeten Athletinnen gingen 92 an den Start und erreichten 91 das Ziel.
Teilnehmerinnen aus deutschsprachigen Ländern:
- 23: Regina Schnurrenberger (GER), 12:56
- 31: Claudia Witte (GER), 13:07
- 42: Katharina Splinter (GER), 13:14
- 48: Eva-Maria Stöwer (GER), 13:20
- 63: Nadja Hamdouchi (GER), 13:31
- 77: Johanna Braun (GER), 13:54

#### Teamwertung
| Platz | Land und Athletinnen                                                              | Gesamtpunktzahl und Einzelplatzierung |
| ----- | --------------------------------------------------------------------------------- | ------------------------------------- |
| 1     | Vereinigtes Königreich Charlotte Dale Freya Murray Danielle Barnes Rachael Nathan | 027 01 07 08 011                      |
| 2     | Russland Galina Jegorowa Tatjana Petrowa Marina Iwanowa Galina Ignatjewa          | 035 03 04 09 019                      |
| 3     | Belgien Kirsten Braem Marieken Verhaeghe Miek Vyncke Liesbeth Van de Velde        | 105 021 022 030 032                   |

Insgesamt wurden 17 Teams gewertet. Die deutsche Mannschaft kam mit 144 Punkten auf den achten Platz.